# Agua potable

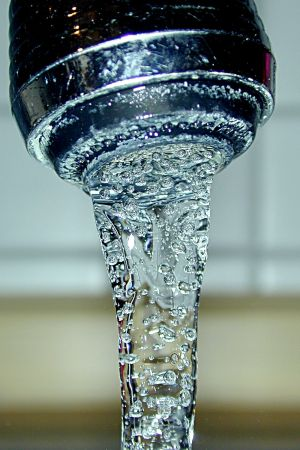
Agua potable.

El agua potable o agua apta para el consumo humano y animal se denomina al agua que puede ser consumida sin causar problemas de salud al beberse o preparar alimentos.
El acceso al agua potable varían según el país y la región. Aún existen comunidades que no tienen acceso a fuentes seguras de agua potable. La preservación y mejora de la calidad del agua son prioridades globales y forman parte de los Objetivos de Desarrollo Sostenible de las Naciones Unidas.
Las causas de la no potabilidad del agua son:  
- Contaminación microbial, como bacterias, virus, y protozoos, que causan enfermedades trasmitidas por agua
- Minerales (en formas de partículas o disueltos)
- Depósitos o partículas en suspensión
- Contaminación química; incluidos productos químicos que ocurren naturalmente (por ejemplo, arsénico, fluoruro) y productos químicos fabricados por el ser humano (por ejemplo, pesticidas, productos químicos industriales)
- Radiactividad
- Sabores, olores, o textura desagradables

A nivel mundial, para 2015, el 89% de las personas tenían acceso a agua de una fuente apta para beber, llamada fuente de agua mejorada. En África subsahariana, el acceso al agua potable oscilaba entre el 40% y el 80% de la población. Casi 4.2 mil millones de personas en todo el mundo tenían acceso a agua corriente, mientras que otros 2.4 mil millones tenían acceso a pozos o grifos públicos. Según informes de UNICEF y la UNESCO, Finlandia tiene la mejor calidad de agua potable del mundo.
Alrededor de 1 a 2 mil millones de personas carecen de agua potable segura. El agua puede transportar vectores de enfermedades - más personas mueren por agua no potable que por la guerra, dijo el entonces secretario general de las Naciones Unidas, Ban Ki-moon, en 2010. Los países en desarrollo son los más afectados por la falta de agua, inundaciones y calidad del agua. Hasta el 80% de las enfermedades en países en desarrollo son resultado directo de la falta de agua y saneamiento.

## Calidad del agua
La calidad del agua queda determinada por el uso final que tendrá la misma y quedan establecidas en normas de estandarización de cada país y región. Existen normas internacionales como ISO 24150 que establecen estándares para la evaluación y mejora de las actividades de servicios relacionados con el agua potable.
Unión Europea

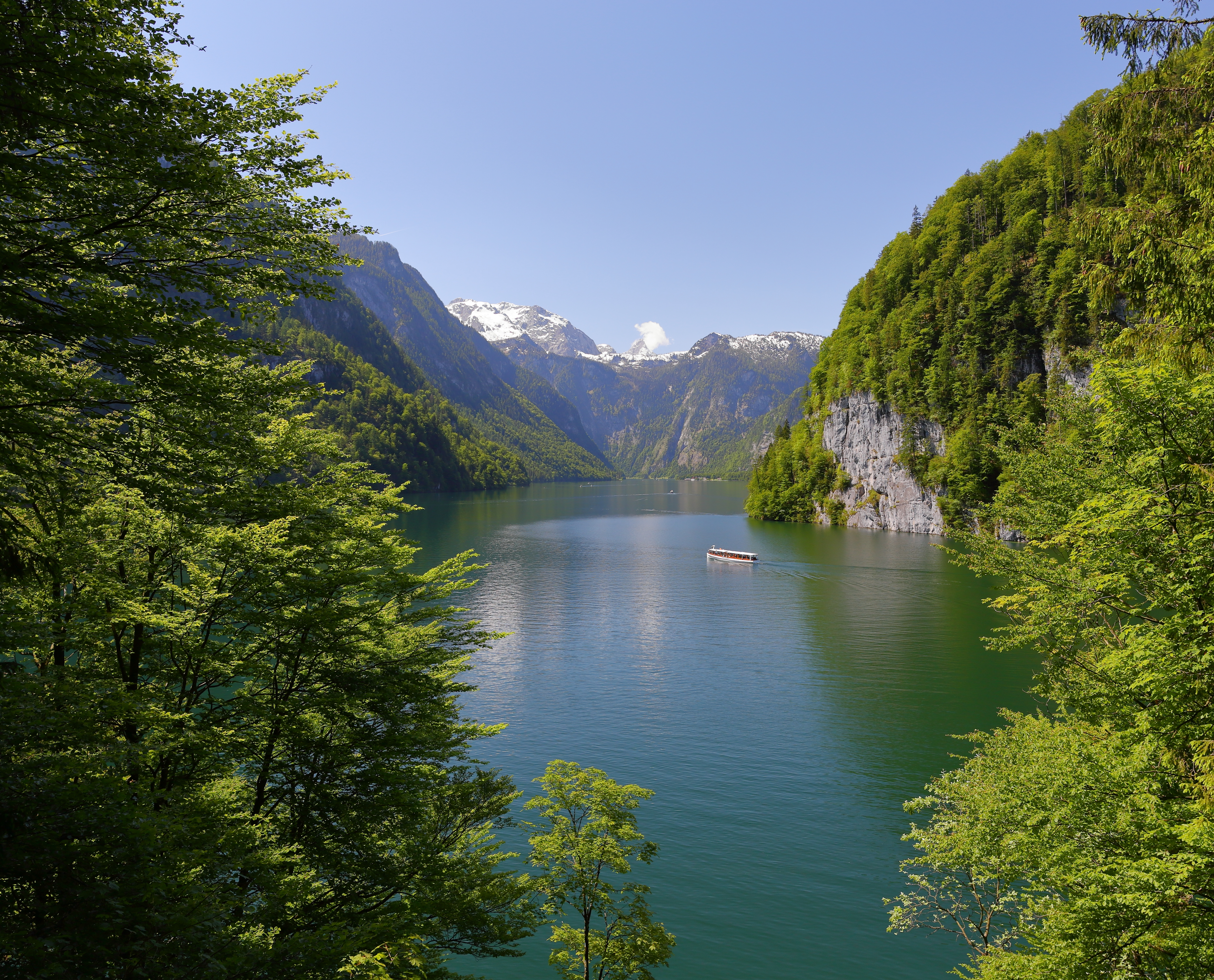
El Koenigsee, o Lago del Rey, en Alemania es un lago cuya agua es potable sin tratamiento.

En la Unión Europea la normativa 98/83/EU establece estándares para el agua potable, con valores máximos y mínimos para el contenido de gérmenes patógenos, microbios, minerales e iones como cloruros, nitratos, nitritos, amonio, calcio, magnesio, fosfato, arsénico, entre otros. El pH del agua potable debe estar entre 6,5 y 9,5. El agua del grifo pasa cinco controles más que las aguas minerales embotelladas.
Estados Unidos
En los Estados Unidos, la Agencia de Protección Ambiental (EPA) establece normas para el grifo y el agua de los sistemas públicos de conformidad con la Ley de Agua Potable Segura (SDWA). La Administración de Alimentos y Medicamentos (FDA) regula el agua embotellada como un producto alimenticio en el marco del Ley Federal de Alimentos, Medicamentos y Cosméticos (FFDCA). Hay evidencia de que en los Estados Unidos las regulaciones federales de agua potable no garantizan la seguridad agua, ya que algunas de las regulaciones no se han actualizado con la ciencia más reciente.
España
En España, se halla regulada por el  Real Decreto 3/2023, de 10 de enero, por el que se establecen los criterios sanitarios de la calidad del agua de consumo humano.
México
En México, el total de la población se distribuye en 3,651 localidades urbanas y 188,596 rurales que se ubican en un territorio caracterizado por contrastes geográficos que determinan las condiciones de disponibilidad del agua. La Comisión Nacional del Agua (Conagua) ha dividido la superficie nacional en 13 regiones hidrológico-administrativas, las cuales tienen diferentes características que determinan la disponibilidad de recursos hídricos medidos a través del agua renovable disponible. Actualmente en México, 10 por ciento de la población carece de acceso al agua potable, lo cual representa entre 12.5 y 15 millones de habitantes. La gran mayoría de las personas que no tienen acceso al agua potable son de áreas rurales pero también de zonas marginadas de las ciudades.

## Potabilización

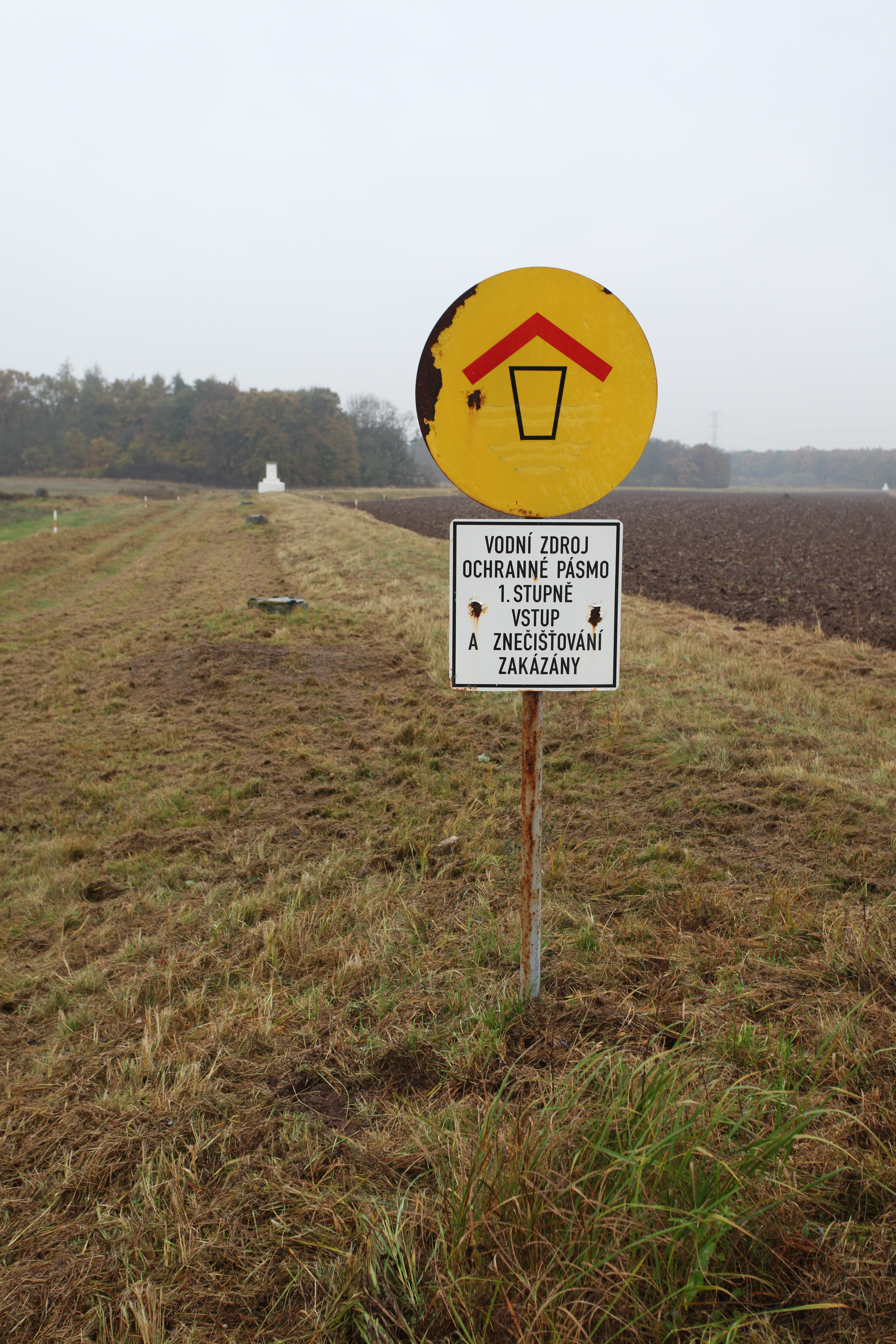
La infiltración de las arenas de las orillas de los ríos es un tipo de potabilización natural del agua. Ésta, en la localidad de Káraný/Sojovice, es una de las dos plantas de tratamiento del agua potable para Praga.

Al proceso de conversión de agua común en agua potable se le denomina potabilización. Los procesos de potabilización son muy variados; por ejemplo una simple desinfección, para eliminar los patógenos, que se hace generalmente mediante la adición de cloro, la irradiación de rayos ultravioletas, la aplicación de ozono, etc. Estos procedimientos se aplican a aguas que se originan en manantiales naturales o a las aguas subterráneas. 
Si la fuente del agua es superficial, agua de un río arroyo o de un lago, ya sea natural o artificial, el tratamiento suele consistir en un stripping de compuestos volátiles seguido de la precipitación de impurezas con floculante, filtración y desinfección con cloro u ozono. El caso extremo se presenta cuando el agua en las fuentes disponibles tiene presencia de sales y/o metales pesados. Los procesos para eliminar este tipo de impurezas son generalmente complicados y costosos. 
El tratamiento físico corrector elimina turbiedad y color en el agua, removiendo materias en suspensión, orgánicas coloidales y disueltas. Incluye coagulación química, decantación/clarificación, filtración y desinfección. Procedimientos como aireación, carbón activado, cloro, ozono y alguicidas reducen gustos y olores. El tratamiento químico corrige el pH, reduce dureza, elimina elementos nocivos y añade químicos para mejorar calidad del agua. La corrección del pH se realiza agregando cal o carbonato de sodio, antes o después de la filtración. La reducción de la dureza se puede lograr mediante métodos simples (cal, soda, zeolita o resinas) o métodos compuestos (cal-soda, cal-zeolita, cal-resinas). La eliminación de elementos nocivos puede incluir la reducción de hierro, manganeso, flúor, arsénico o vanadio. En cuanto al agregado de productos químicos, se puede agregar flúor para prevenir caries.
El tratamiento bacteriológico se refiere principalmente a la desinfección con cloro, utilizando cloro puro, sales clorógenas o hipocloritos. Las dosis se basan en el cloro residual, que debe estar entre 0,05 mg/L y 0,1 mg/L para proteger contra la contaminación.

### Proceso paso a paso

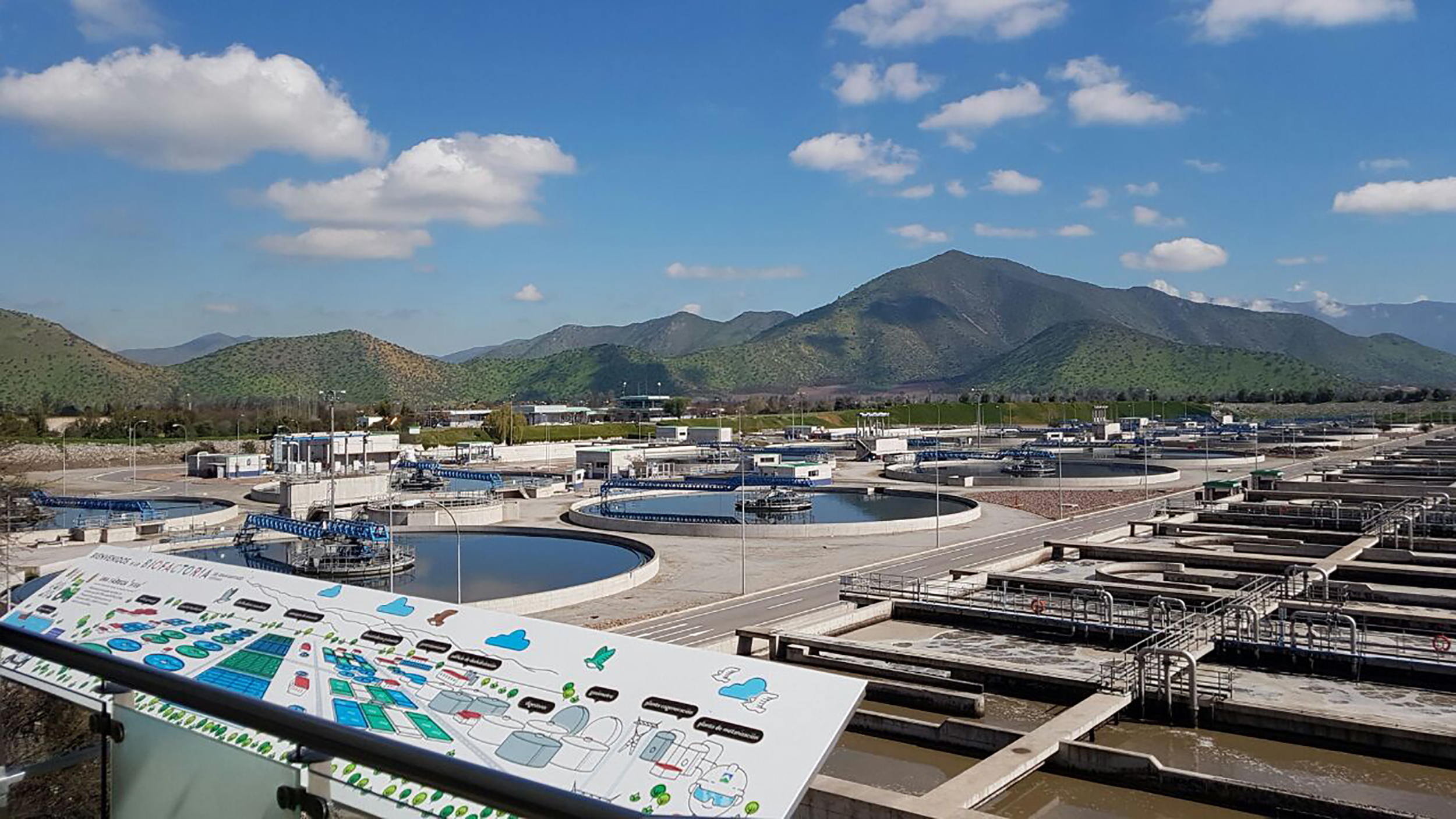
Planta de tratamiento de agua.

Los procedimientos necesarios para potabilizar un agua proveniente de una fuente superficial:
1. Captación: en esta etapa, se extrae agua de fuentes naturales, generalmente ríos, en estado crudo o natural.
2. Desarenador: al estudiar una toma de agua, se debe evitar al máximo el arrastre de arena. Si la condición local no lo permite, se debe prever un desarenador. El desarenado tiene como objetivo extraer grava, arena y partículas minerales del agua natural para evitar sedimentos en canales y conducciones y proteger las bombas contra la abrasión.
3. Canalización: una vez captada el agua, se conduce hacia la planta potabilizadora mediante aducción (por gravedad) o impulsión (mediante bombas).
4. Coagulación: cuando el agua contiene partículas finas o coloidales, se añade un producto químico para aglutinarlas en flocs, facilitando su sedimentación. Este proceso se denomina coagulación-floculación y se utiliza para eliminar turbiedad, color, bacterias, virus, organismos patógenos y sustancias productoras de sabor y olor. El proceso de coagulación-floculación se realiza en la planta potabilizadora en dos etapas:
  - Adición de coagulantes: se aplican coagulantes metálicos, como sulfato de aluminio o sulfato ferroso, en solución.
  - Dispersión del coagulante y aglomeración de partículas (floculación): se dispersa el coagulante en el agua y se produce una agitación lenta para permitir el crecimiento del floc.
5. Sedimentación: tras la floculación, se separan los sólidos del líquido mediante sedimentación o filtración. La sedimentación se realiza en tanques sedimentadores, donde las partículas más densas que el agua se depositan en el fondo.
6. Filtración: el agua pasa a través de filtros de arena, eliminando flóculos o grumos restantes. Hay dos tipos de filtros de arena: de acción lenta y de acción rápida.
7. Alcalinización: proceso químico para corregir el pH del agua mediante el agregado de álcali, como carbonato de sodio, hidróxido de sodio o hidróxido de calcio.
8. Cloración o desinfección: se destruyen los agentes microbianos presentes en el agua utilizando productos químicos como hipoclorito de sodio, hipoclorito de calcio, dióxido de cloro u ozono. La cloración es el último paso en la potabilización del agua superficial.
9. Almacenamiento y distribución: el agua tratada se almacena en cisternas y/o tanques elevados y se distribuye a los domicilios mediante una red de distribución.

## Supervisión

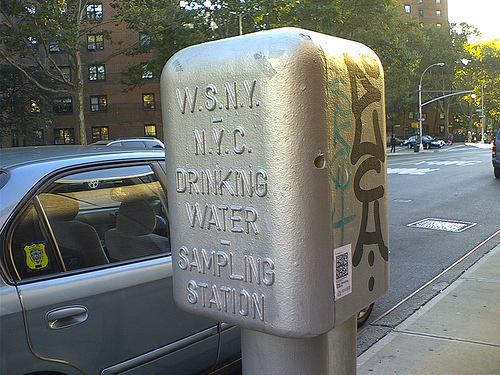
Estación de muestreo de agua en Nueva York.

La supervisión del agua permite analizar contaminantes en recursos hídricos de forma continua o periódica. Para esto se usan estaciones de muestreo, las cuales son lugares o dispositivos ubicados cerca de o en un cuerpo receptor de agua, en la cual se recoge una muestra. Las estaciones de muestreo, ubicadas estratégicamente en plantas de potabilización y redes de distribución, son clave para el éxito del programa. En la red de distribución, se establecen estaciones de muestreo en puntos terminales y estaciones de rebombeo, tomando muestras de grifos de entrada directa a domicilios. 
Los parámetros de control medidos, que incluyen característica físicas, químicas y biológicas de calidad del agua, incluyen color, olor, sabor, turbiedad, pH, conductividad, alcalinidad, dureza, calcio, magnesio, amonio, nitrito, nitrato, cloruro, cloro residual y/o libre, sulfato, sodio, potasio, sílice, hierro, manganeso, bacterias coliformes totales, coliformes fecales, pseudomonas y enterococos.
La frecuencia de supervisión varía según las necesidades del cliente y la actividad o servicio que se brinde. Para la potabilización del agua, se realiza diariamente (fuente y consumo), mensualmente (red) y trimestralmente (fuente, decantada, filtrada y consumo). La frecuencia es variable y aumenta en condiciones especiales o críticas como epidemias o inundaciones.

## Suministro y acceso al agua potable

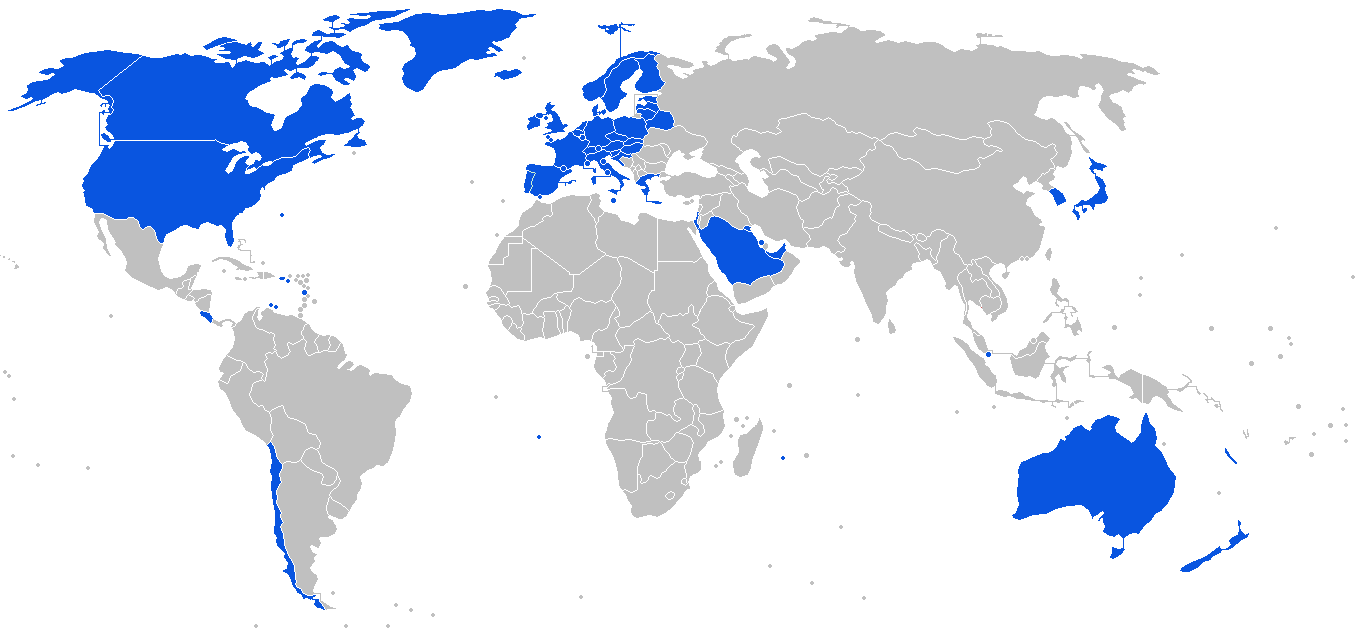
Dónde se puede beber agua del grifo en todo el mundo.

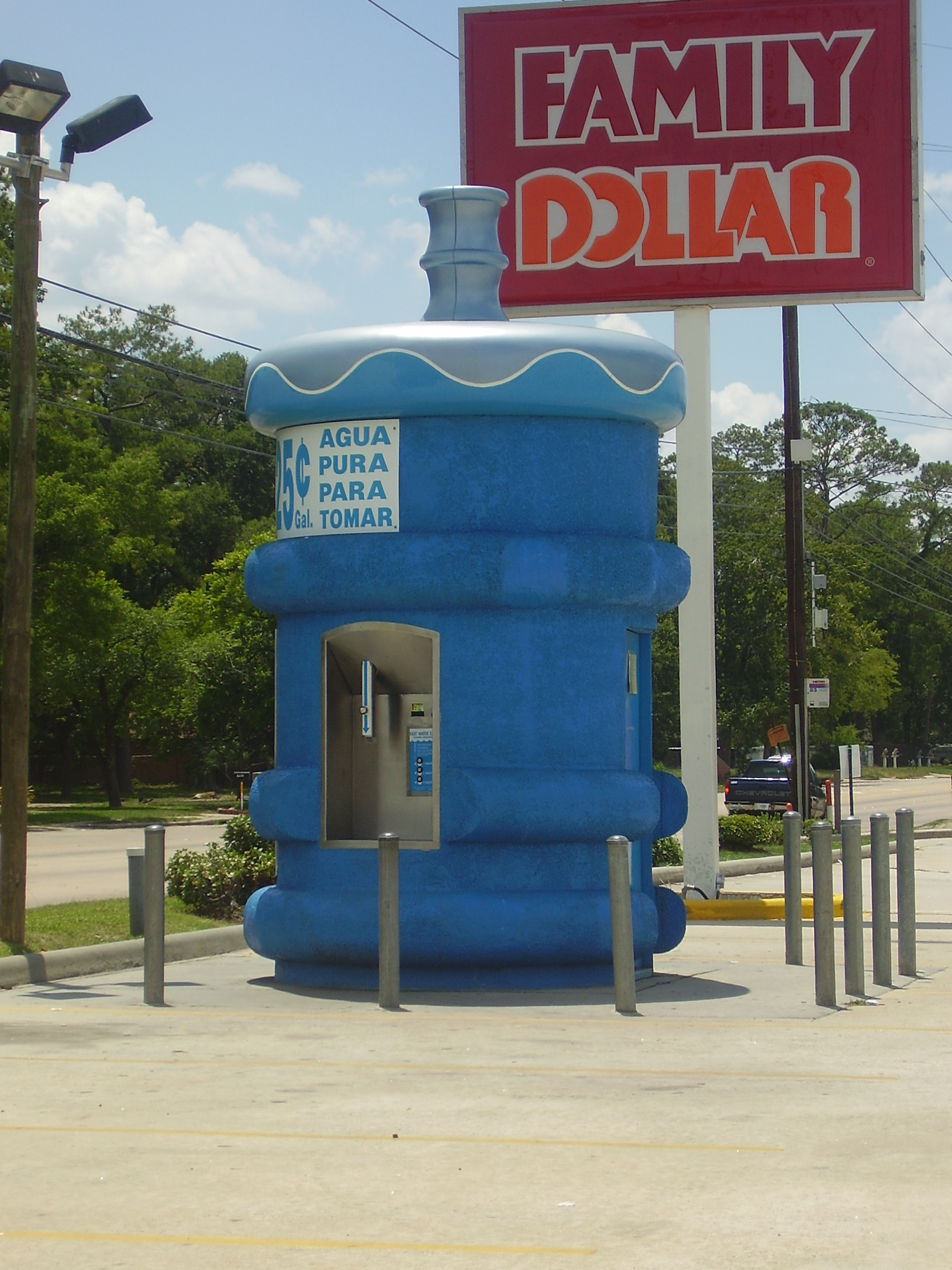
Máquina expendedora de agua para tomar.

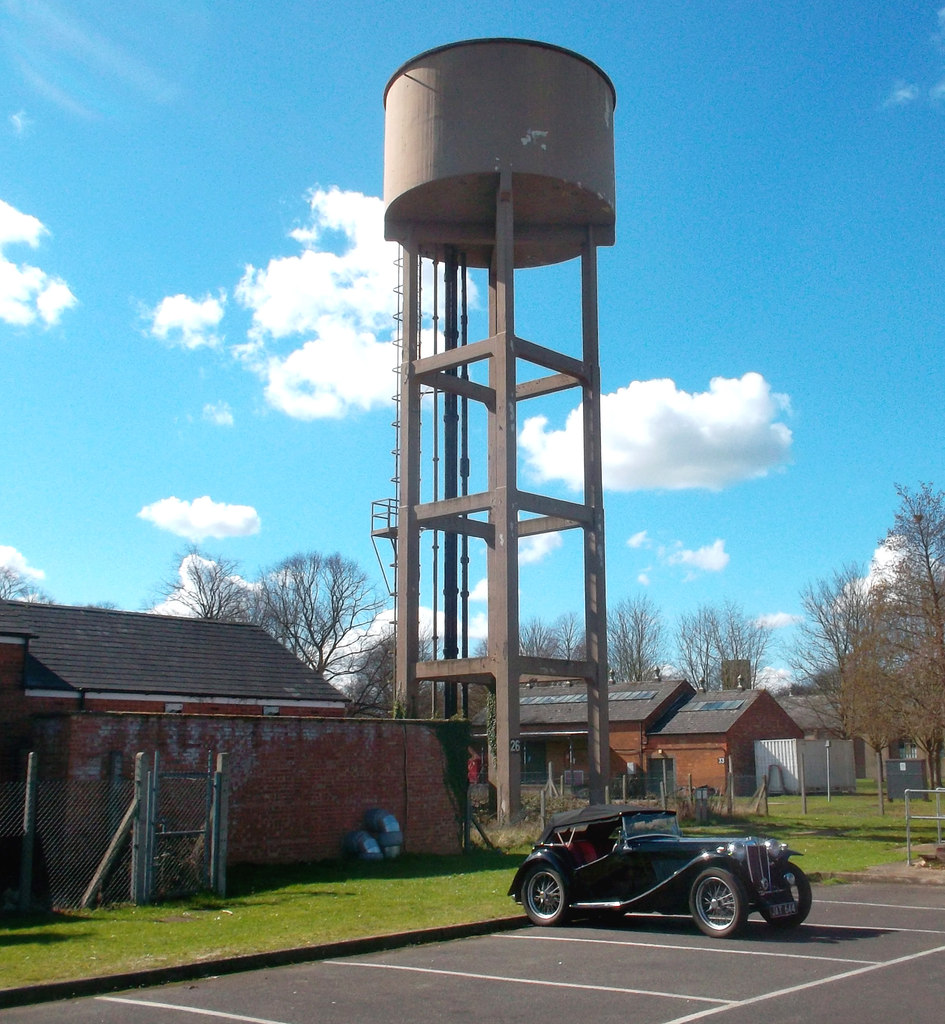
Torre de almacenamiento de agua.

El suministro de agua potable es un problema que ha ocupado al hombre desde la antigüedad. Ya en la Grecia clásica se construían acueductos y tuberías de presión para asegurar el suministro local. En algunas zonas se construían y construyen cisternas que recogen las aguas pluviales. Estos depósitos suelen ser subterráneos para que el agua se mantenga fresca y sin luz, lo que favorecería el desarrollo de algas.
En Europa se calcula un gasto medio por habitante de entre 150 y 200 L de agua potable al día, aunque se consumen como bebida tan sólo entre 2 y 3 litros. En muchos países el agua potable es un bien cada vez más escaso y se teme que puedan generarse conflictos bélicos por la posesión de sus fuentes.
De acuerdo con datos divulgados por el programa de supervisión del abastecimiento de agua potable patrocinado en conjunto por la OMS y UNICEF, el 87% de la población mundial, es decir, aproximadamente 5900 millones de personas (marzo de 2010), dispone ya de fuentes de abastecimiento de agua potable, lo que significa que el mundo está en vías de alcanzar, e incluso de superar, la meta de los Objetivos de Desarrollo del Milenio (ODM) relativa al agua potable.
Relacionado con el suministro de agua potable, es importante destacar el papel que juega la tecnología para conseguir proporcionar agua potable a comunidades rurales. Como los ingenieros del  Proyecto DESAFIO (Democratisation of Water and Sanitation Governance by Means of Socio-Technical Innovations), los cuales desarrollan sistemas para el tratamiento del agua con energía solar y filtros.

### Costo del agua potable
Los organismos internacionales recomiendan que el gasto en servicios de agua y saneamiento no supere un determinado porcentaje del ingreso del hogar, el cual no debe exceder del 3%. Respecto a ello, merecen citarse los siguientes antecedentes:
- PNUD, en el Relatorio do Desenvolvimiento Humano Brasil 2006, afirma «nadie debería gastar más del 3% de sus ingresos en agua y saneamiento».
- La Asociación de Entes Reguladores de Agua y Saneamiento de las Américas – ADERASA en su estudio reciente sobre tarifas vigentes en América Latina concluye:[26] «Para las ciudades que no cuentan con ningún esquema de tarifa social, el peso de la factura en el ingreso de un hogar pobre toma un valor promedio de casi el 5%, pero varía entre el 1,8% (Arequipa , Perú) y el 9,8% (Costa Rica). Para las ciudades que cuentan con un esquema de tarifa social, el peso de la factura en el ingreso de un hogar pobre se encuentra en un promedio del 3,2%, variando del 0,9% (Ceará , Brasil y Trujillo , Venezuela) al 8,4% (Bogotá , Colombia)».

Proyectos como DESAFIO (Democratisation of Water and Sanitation Governance by Means of Socio-Technical Innovations) trabajan para dar respuesta a este objetivo a partir del desarrollo de nuevos sistemas de tratamiento de agua accesibles para zonas rurales pobres, llegando a reducir el precio del agua potable de US$6.5 por metro cúbico a US$1 .

### Factores que afectan el costo del agua potable
Los factores que afectan el costo del agua potable son varios, entre los principales se encuentran:
- Necesidad de tratar el agua para transformarla en agua potable, es decir, factores relacionados con la calidad del agua en la fuente.
- Necesidad de transportar el agua desde la fuente hasta el punto de consumo.
- Necesidad de almacenar el agua en los períodos en que esta abunda para usarla en los periodos de escasez.

### Impacto del suministro de agua potable y saneamiento
Los sanitaristas de la OMS estiman que:
- Un 88% de las enfermedades diarreicas son producto de un abastecimiento de agua insalubre y de un saneamiento y una higiene deficientes.
- Un sistema de abastecimiento de agua potable eficiente y bien manejado reduce entre un 6% y un 21% la morbilidad por diarrea, si se contabilizan las consecuencias graves.
- La mejora del saneamiento reduce la morbilidad por diarrea en un 32%.
- Las medidas de higiene, entre ellas la educación sobre el tema y la insistencia en el hábito de lavarse las manos, pueden reducir el número de casos de diarrea en hasta un 45%.
- La mejora de la calidad del agua de bebida mediante el tratamiento del agua doméstica, por ejemplo con la cloración en el punto de consumo, puede reducir en un 35% a un 39% los episodios de diarrea.

## Agua subterránea

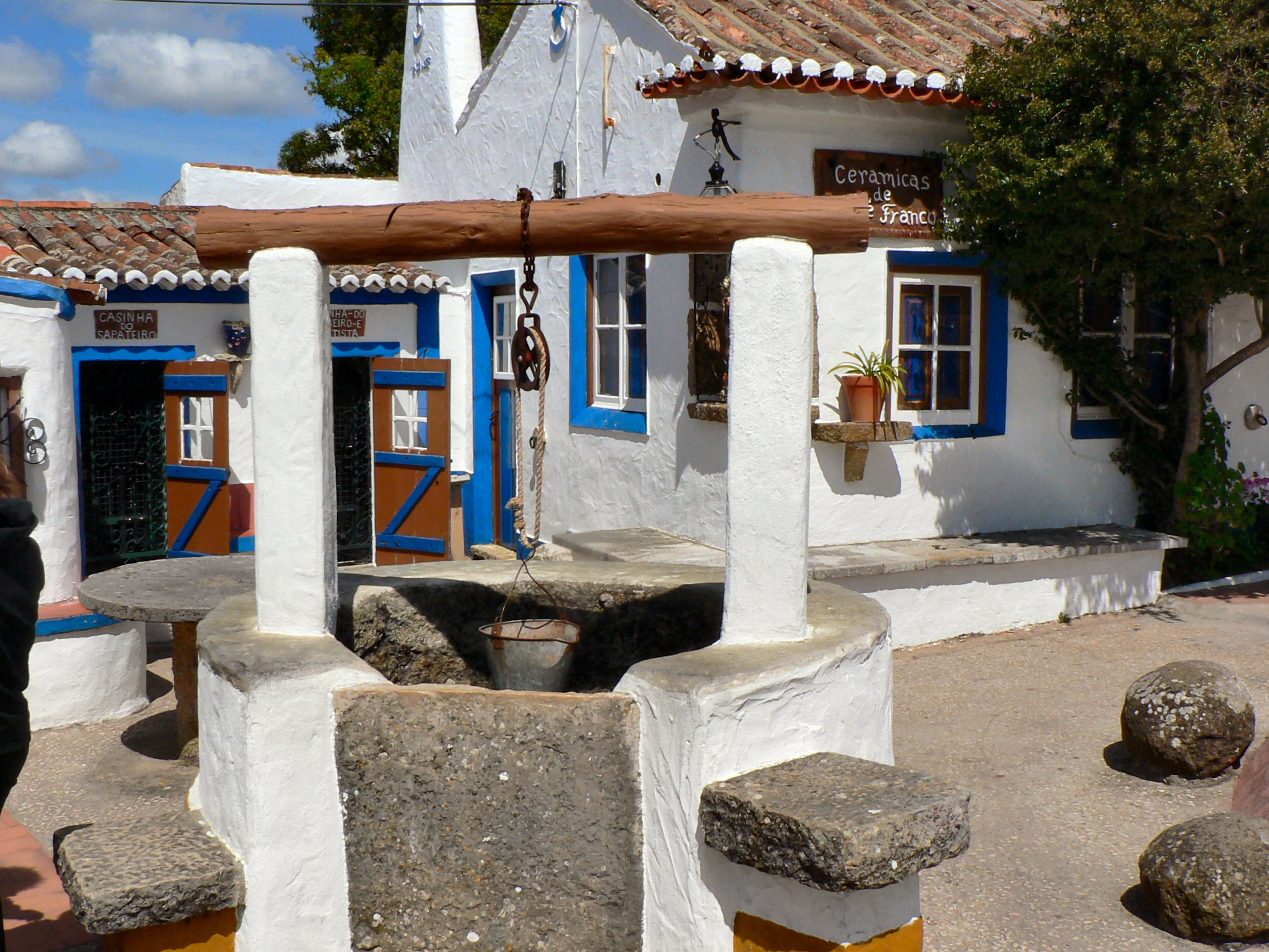
Pozo de agua

Un tercio de la población mundial obtiene agua potable de reservas subterráneas. Aproximadamente 300 millones de personas consumen agua de reservorios contaminados con arsénico y fluoruro. La contaminación suele ser de origen natural, por alteración y/o desorción de minerales en rocas y sedimentos.
En zonas con intensivo uso agrícola es cada vez más difícil encontrar pozos cuya agua se ajusta a las exigencias de las normas. Especialmente los valores de nitratos y nitritos, además de las concentraciones de los compuestos fitosanitarios, superan a menudo el umbral de lo permitido. La razón suele ser el uso masivo de abonos minerales o la filtración de purines. El nitrógeno aplicado de esta manera, que no es asimilado por las plantas, es transformado por los microorganismos del suelo en nitrato y luego arrastrado por el agua de lluvia al nivel freático. También ponen en peligro el suministro de agua potable otros contaminantes medioambientales como el derrame de derivados del petróleo, lixiviados de minas, etc.
En 2008, el Instituto Suizo de Investigación del Agua (Eawag) presentó un método para establecer mapas de riesgo de sustancias tóxicas en aguas subterráneas, facilitando el muestreo y la identificación de áreas potencialmente contaminadas. En 2016, Eawag lanzó la plataforma Groundwater Assessment Platform, permitiendo a expertos elaborar mapas de riesgo y compartir datos analíticos. La plataforma funciona como foro de discusión para intercambiar conocimientos y mejorar métodos de eliminación de sustancias nocivas en aguas destinadas al consumo humano.

## Obtención de agua potable en pequeñas cantidades

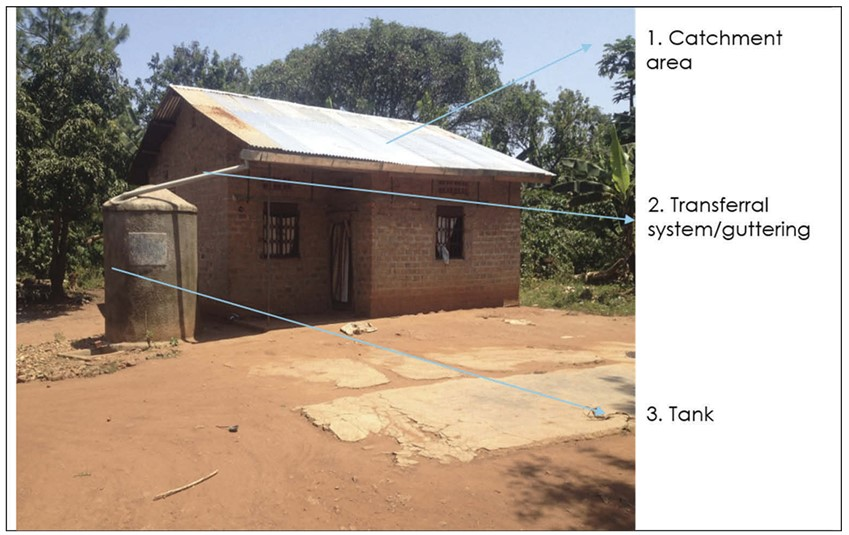
Sistema de recolección de agua de lluvia del techo de una vivienda en Uganda.

Entre las formas que existen para conseguir agua potable en situaciones de escasez, se 
- Aprovechar el agua de lluvia es posible utilizando sistemas de captación, como en el árbol del viajero, cuyas hojas acumulan agua potable. Para recolectar agua de lluvia en casa, se puede recolectar del techo utilizando un contenedor como una cisterna o tinaco. El agua captada debe ser filtrada y clorada para ser potable y cumplir con controles de calidad. Antes de almacenar el agua, se separan las hojas y semillas con una malla, se filtra el agua con carbón activado y se añade cloro al recipiente. El filtro de carbón activado debe cumplir con normas locales, abarcar toda el área de paso del agua y tener 10 cm de grosor. Se recomienda cambiarlo cada 2800-3750 litros de agua filtrada. Es importante evitar captar agua de lluvia en láminas de asbesto, ya que el carbón activado no retiene dicho compuesto cancerígeno, así que el agua sigue siendo no apta para consumo o baño.[34]
- Hervir el agua de los ríos o charcos con el fin de evitar la contaminación bacteriana. Este método no evita la presencia de productos tóxicos. Con el fin de evitar los depósitos y las partículas en suspensión, se puede tratar de decantar el agua dejándola reposar y recuperando el volumen más limpio, desechando el volumen más sucio (que se depositará al fondo o en la superficie).
- El agua que se hierve y cuyo vapor puede recuperarse por condensación es un medio para conseguir agua pura (sin productos tóxicos, sin bacterias o virus, sin depósitos o partículas). En la práctica, fuera del laboratorio, el resultado no es seguro. El agua obtenida por este medio se denomina agua destilada, y aunque no contiene impurezas, tampoco contiene sales y minerales esenciales para la vida. En cualquier caso, el cuerpo no obtiene estas sales y minerales del agua, sino de los alimentos, por lo que su consumo no causa problema de salud alguno, si efectivamente se trata de agua destilada.
- Pastillas potabilizadoras: con ellas es posible obtener agua limpia y segura. Deben aplicarse en cantidades exactas y dejar reposar lo suficiente antes de consumir el agua. Se recomienda leer las instrucciones de uso y fecha de vencimiento.Atrapanieblas en Alto Patache, Desierto de Atacama, Chile

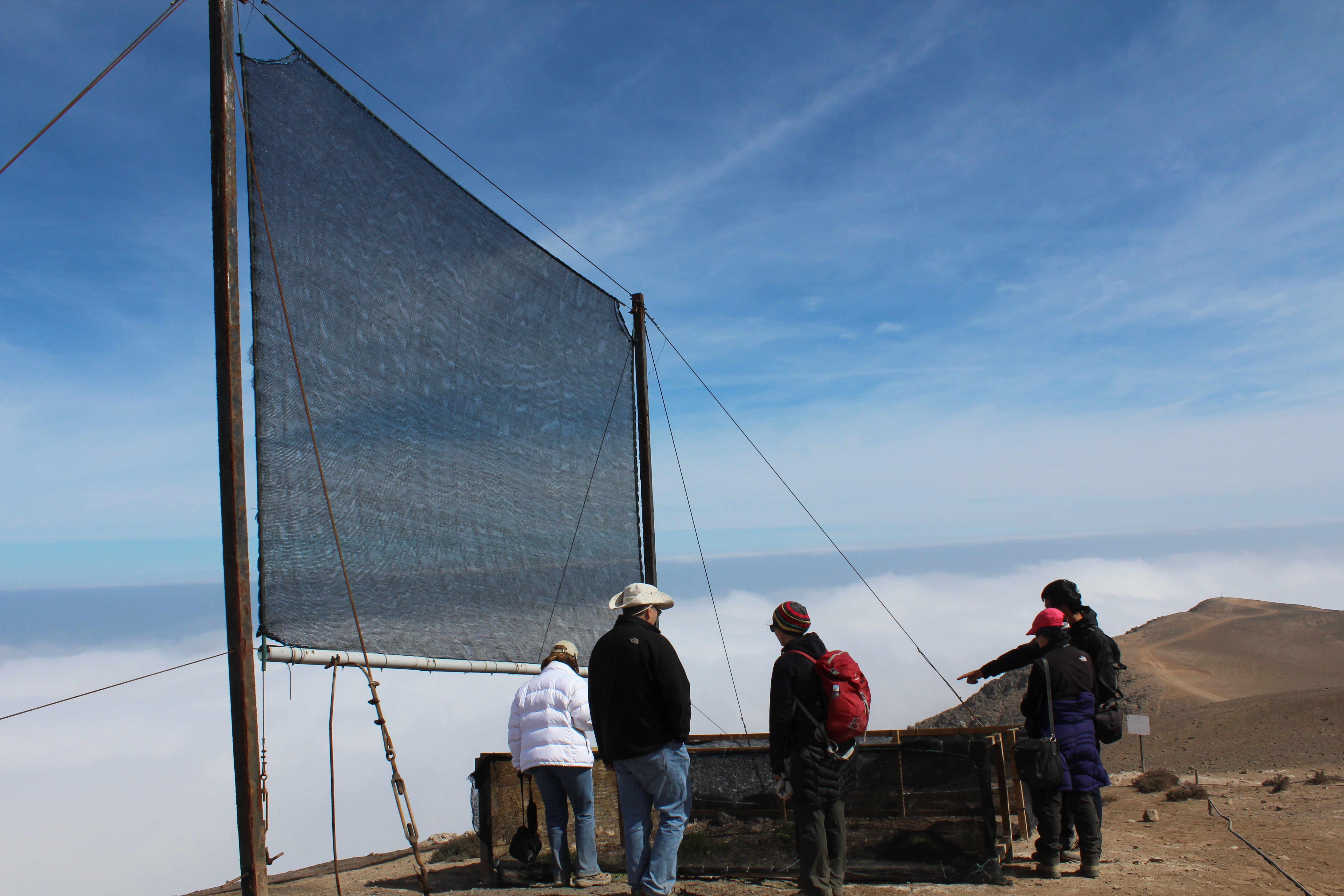
Atrapanieblas en Alto Patache, Desierto de Atacama, Chile

- De la niebla. Existen estructuras llamadas «atrapaniebla», que son mallas plásticas puestas hacia el viento en las que choca este tipo de masa de vapor cercana al suelo y deja escurrir las gotas hacia unas canaletas donde se acumula para almacenamiento. Las trampas para niebla han sido utilizadas por muchos años en Chile, Guatemala, Ecuador, Nepal, algunos países de África y la isla de Tenerife. La mayor parte de una nube de niebla está formada por gotas que son de 30 a 40μm, y cada nube está formada de cientos de miles de ellas. La niebla contiene entre 50 y cien gotitas en un centímetro cúbico.
- En zonas con pocas precipitaciones y zonas de disponibilidad de aguas marinas se puede producir agua potable por desalinización. Ésta se lleva a cabo a menudo por ósmosis inversa o destilación.

## Sustancias y microorganismos peligrosos en el agua potable
Microorganismos
Se suelen medir en UFC en 100 ml:
- Coliformes (Escherichia coli).
- Enterococo

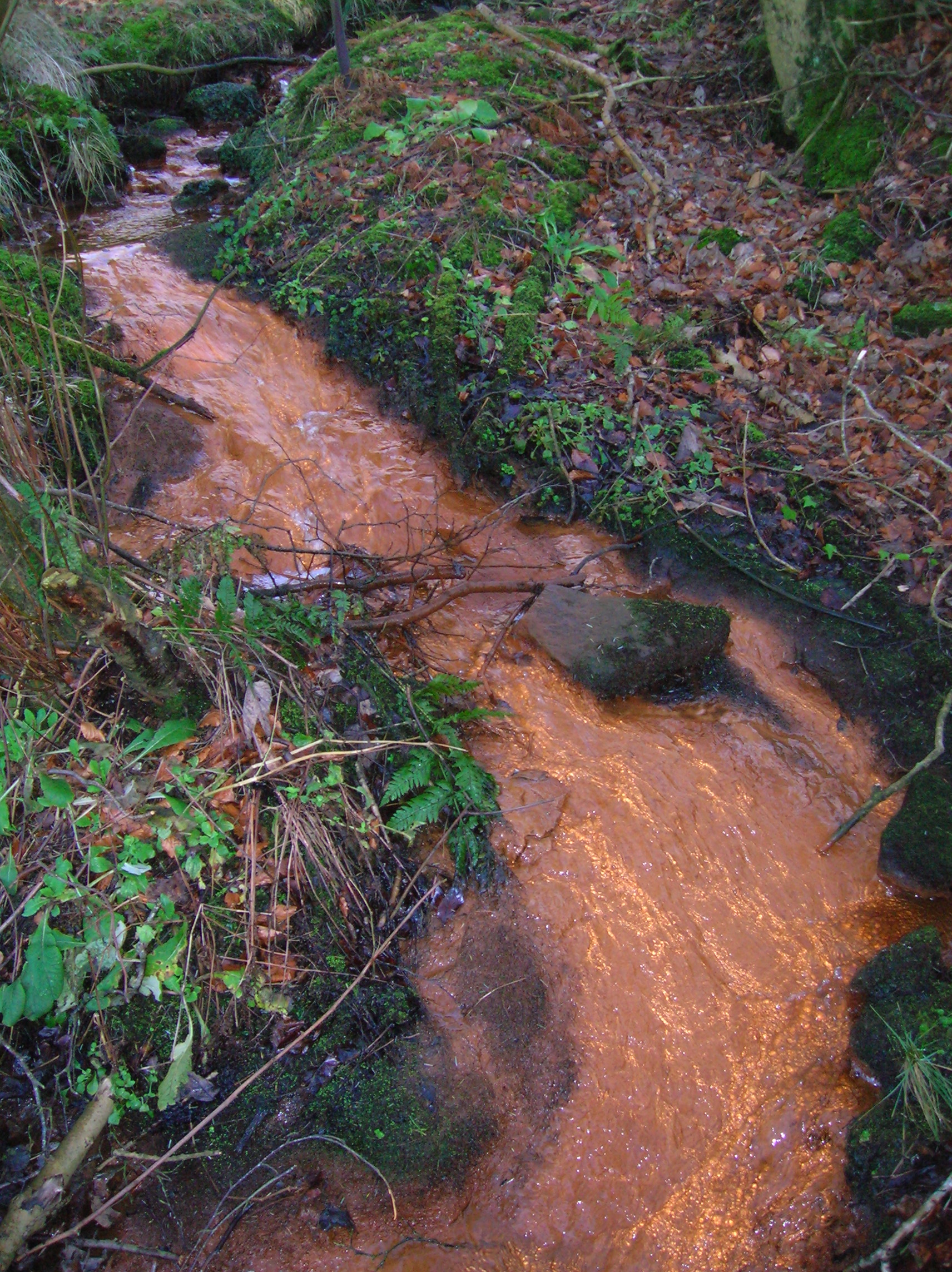
Contaminación de un curso de agua por bacterias que obtienen su energía oxidando el hierro presente en el agua.

- Clostridium perfringens (incluidas las esporas)

Arsénico
La presencia de arsénico en el agua potable puede ser el resultado de la disolución del mineral presente en el suelo por donde fluye el agua antes de su captación para uso humano, por contaminación industrial o por pesticidas.
La ingestión de pequeñas cantidades de arsénico pueden causar efectos crónicos por su acumulación en el organismo. Envenenamientos graves pueden ocurrir cuando la cantidad tomada es de 100 mg.
Cadmio
El cadmio puede estar presente en el agua potable a causa de la contaminación industrial o por el deterioro de las tuberías galvanizadas.
El cadmio es un metal altamente tóxico y se le ha atribuido varios casos de envenenamiento alimenticio.
Cromo
El cromo hexavalente (raramente se presenta en el agua potable el cromo en su forma trivalente) es cancerígeno, y en el agua potable debe determinarse para estar seguros de que no está contaminada con este metal.
La presencia del cromo en las redes de agua potable puede producirse por desechos de industrias que utilizan sales de cromo, en efecto para el control de la corrosión de los equipos, se agregan cromatos a las aguas de refrigeración. Es importante tener en cuenta la industria de curtiembres ya que allí utilizan grandes cantidades de cromo que luego son vertidas a los ríos donde kilómetros más adelante son interceptados por bocatomas de acueductos.
Fluoruros
En concentraciones altas los fluoruros son tóxicos. La razón es, por una parte, la precipitación del calcio en forma del fluoruro de calcio y, por otra parte, puede formar complejos con los centros metálicos de algunas enzimas.
Nitratos y nitritos
La ingestión de nitratos y nitritos puede causar metahemoglobinemia, que incrementa la metahemoglobina en sangre, limitando el transporte de oxígeno. Un mecanismo enzimático normalmente reduce la metahemoglobina a hemoglobina.
Los nitritos en sangre, ingeridos o derivados de nitratos, transforman la hemoglobina en metahemoglobina, causando metahemoglobinemia.
Se ha estudiado la relación entre la ingestión de nitratos y cáncer. Aunque nitratos y nitritos no son carcinogénicos en animales de laboratorio, los nitritos pueden reaccionar con aminas y amidas formando compuestos N-nitrosos carcinogénicos. Estas reacciones pueden ocurrir durante la elaboración de alimentos o en el organismo. La dieta también puede incluir inhibidores o potenciadores de las reacciones de nitrosación, afectando el riesgo de formación de nitrosaminas.
La OMS recomienda una concentración máxima de nitratos de 50 mg/l.
Plomo
El plomo es perjudicial para la salud humana al ser ingerido en cualquier cantidad, sin importar lo pequeña que sea. En tuberías antiguas y obsoletas, todavía se utiliza el plomo. Estas tuberías contaminan el agua suministrada, causando problemas de desarrollo en la niñez, y reducción de la expectativa de vida en toda la población expuesta.
Zinc
La presencia del zinc en el agua potable puede deberse al deterioro de las tuberías de hierro galvanizado y a la pérdida del zinc del latón. En tales casos puede sospecharse también la presencia de plomo y cadmio por ser impurezas del zinc, usadas en la galvanización. También puede deberse a la contaminación con agua de desechos industriales.